# Goggiam

Il Goggiam evidenziato tra le province storiche dell'Etiopia

Il Goggiam (in amarico: ጎጃም,  gōjjām) era un regno nella parte nord-occidentale dell'impero d'Etiopia, con capitale Debra Marcos. Oggi è una regione dell'Etiopia suddivisa in due province: Goggiam occidentale e Goggiam orientale.
Questa regione è caratterizzata dal trovarsi interamente all'interno dell'ansa del fiume Nilo dal suo deflusso dal lago Tana al Sudan. È a circa 2500 m dal livello del mare, con al centro i monti Ciocché (4300 m) circondata dal Nilo Azzurro e dalle zone semidesertiche del Sudan.

## Storia

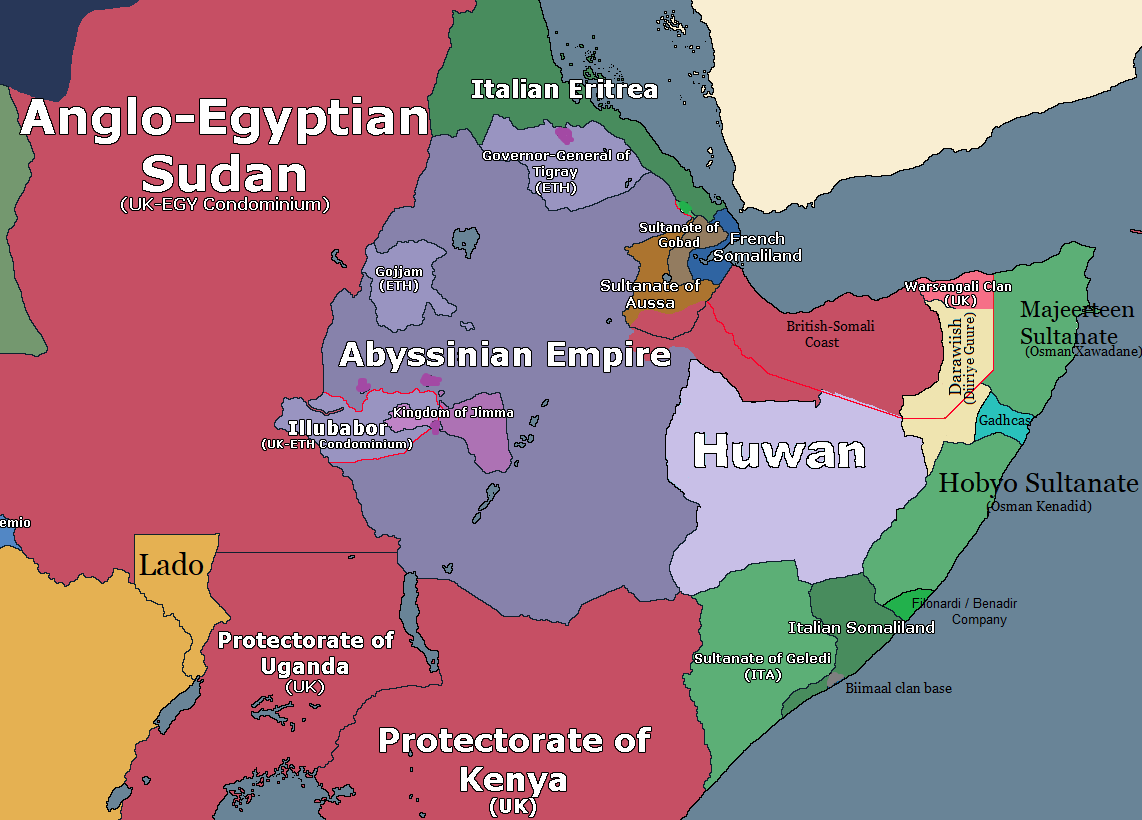
Il Goggiam in epoca coloniale

I Goggiami credono di essere il popolo menzionato nella Bibbia stabilito sul fiume Guihon/Gihon (Nilo azzurro) che circonda la terra che si estendeva fino all'antico regno di Meroe. Alla caduta di Meroe con il re axumita Ezanà di Axum (IV secolo d.C.) Goggiam divenne un regno e in seguito si unì al resto del regno dell'Etiopia con la propria regalità, fino all'arrivo di Menelik II nel tardo XIX secolo, che lo ridusse a una provincia. Il Goggiam era da lungo tempo uno Stato vassallo dell'impero etiope. Il titolo di "re del Goggiam" era pertanto un titolo onorifico riconosciuto ai suoi governanti. L'ultimo re del Goggiam venne elevato al rango di imperatore durante "l'Era dei Principi" (Zemene Mesafint). 
Il suo re era uno dei quattro a potere fregiarsi del titolo di Negus.
Durante la Guerra d'Etiopia nel 1936 gli italiani furono, all'inizio, accolti come liberatori contro Hailé Selassié. Fu quindi compreso nel governatorato di Amara dell'Africa Orientale Italiana. Dal 1937 al 1938 la Regione fu interessata dalla cosiddetta rivolta del Goggiam, guidata in particolare dagli uomini del degiac Hailù Chebbedè.
Nel 1939 gli italiani concedettero nell'occasione al ras Hailù Teclà Haimanòt, ultimo signore del Goggiam, di tornare al potere nella regione, nell'ultima parte della loro occupazione dell'Etiopia, collassando poco dopo nel 1941 sotto l'aggressione delle forze britanniche.
Anche dopo la fine della guerra gli abitanti si ribellarono più volte al regime di Selassiè, l'ultima nel 1968. Nel 1995 con la nuova costituzione fu divisa in due province, all'interno della regione-stato degli Amara.

## Province
- Gojam occidentale
- Gojam orientale